# Abrúpolis
Abrúpolis (en llatí Abrupolis, en grec antic Αβρουπόλις) va ser un rei odrisi aliat dels romans que va combatre al seu costat contra el rei macedoni Perseu, fill de Filip V cap a l'any 179 aC, i va arrasar el país fins a Amfípolis, ocupant les mines d'or del mont Pangèon.
Més endavant, Perseu el va expulsar del seu territori, potser l'any 172 aC, i sembla que aquest conflicte va ajudar a començar la Tercera Guerra Macedònica, ja que Roma es va disgustar per l'expulsió d'un aliat dels seus propis territoris.